# Methan

Geometrie molekuly methanu. Červenými linkami naznačen opsaný čtyřstěn

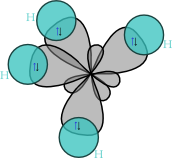
3D model methanu s vyznačenými hybridizovanými orbitaly sp^{3}

Methan (mimo chemii dle PČP metan) neboli podle systematického názvosloví karban je nejjednodušší alkan, a tedy i nejjednodušší stabilní uhlovodík vůbec. Při pokojové teplotě je to netoxický plyn bez barvy a zápachu, lehčí než vzduch (relativní hustota 0,55 při 20 °C).

## Příprava
Hlavním zdrojem methanu je přírodní surovina zemní plyn. Přímá příprava sloučením uhlíku s vodíkem je prakticky nemožná, vzhledem k tomu, že by uhlík musel být nejprve převeden do plynného stavu. Teoreticky však lze methan připravit dvoustupňovou syntézou přes sirouhlík
C + 2 S → CS2,
který pak reakcí se sulfanem (sirovodíkem) a mědí dá methan
CS2 + 2 H2S + 8 Cu → CH4 + 4 Cu2S.
Jinou možností je reakce karbidu hliníku s vodou
Al4C3 + 12 H2O → 3 CH4 + 4 Al(OH)3.
Laboratorně se dá připravit žíháním směsi octanu sodného s hydroxidem sodným (natronovým vápnem)
CH3COONa + NaOH → CH4 + Na2CO3.

## Vlastnosti
Molekula methanu má symetrii pravidelného čtyřstěnu (bodová grupa symetrie Td), v jehož těžišti se nachází uhlíkový atom a v jehož vrcholech se nacházejí vodíkové atomy. Díky této vysoké symetrii je celkově molekula methanu nepolární, přestože vazby H–C slabou polaritu vykazují.
Methan může reagovat explozivně s kyslíkem
CH4 + 2 O2 → CO2 + 2 H2O.
Bod samovznícení je sice velmi vysoký (595 °C, teplota vznícení při koncentraci 8,5 % je 537 °C), ale stačí např. elektrická jiskra nebo otevřený plamen a směs methanu se vzduchem může být přivedena k výbuchu (minimální iniciační energie je 0,28 mJ). Přitom meze výbušnosti jsou značně velké, od 4,4 do 15 objemových procent. Proto je nezbytně nutné průběžně sledovat koncentraci methanu (důlního plynu) v uhelných dolech, aby se předešlo katastrofám.
Podobně prudce může methan reagovat i s plynným chlorem, je-li reakce iniciována prudkým zahřátím. Za normální teploty probíhá pomalu čtyřstupňově za vzniku chlorovaných derivátů methanu
1. CH4 + Cl2 → CH3Cl + HCl,
2. CH3Cl + Cl2 → CH2Cl2 + HCl,
3. CH2Cl2 + Cl2 → CHCl3 + HCl,
4. CHCl3 + Cl2 → CCl4 + HCl.

Podobně reaguje i s jinými halogeny. Jinak je málo reaktivní.
Dokonalé hoření methanu
CH4 + 2O2 → CO2 + 2H2O
Nedokonalé hoření methanu
CH4 + O2 → 2H2O + C, nebo
2CH4 + 3O2 → 4H2O + 2CO

## Výskyt v přírodě
Methan se přirozeně vyskytuje na Zemi:
- v atmosféře, kam se dostává zejména jako produkt rozkladu látek biogenního původu (bioplyn), nebo jako produkt metabolismu velkých přežvýkavců, také z termitišť a z rýžových polí.
- v podzemí:
  - jako hlavní složka zemního plynu
  - jako součást důlního plynu v dolech
  - rozpuštěný v ropě
- rozpuštěný ve vodě některých jezer, zvláště v Africe (např. jezero Kivu mezi Rwandou a Kongem)
- tvoří bublinky pod ledem rozmrzajícího permafrostu, například na Sibiři

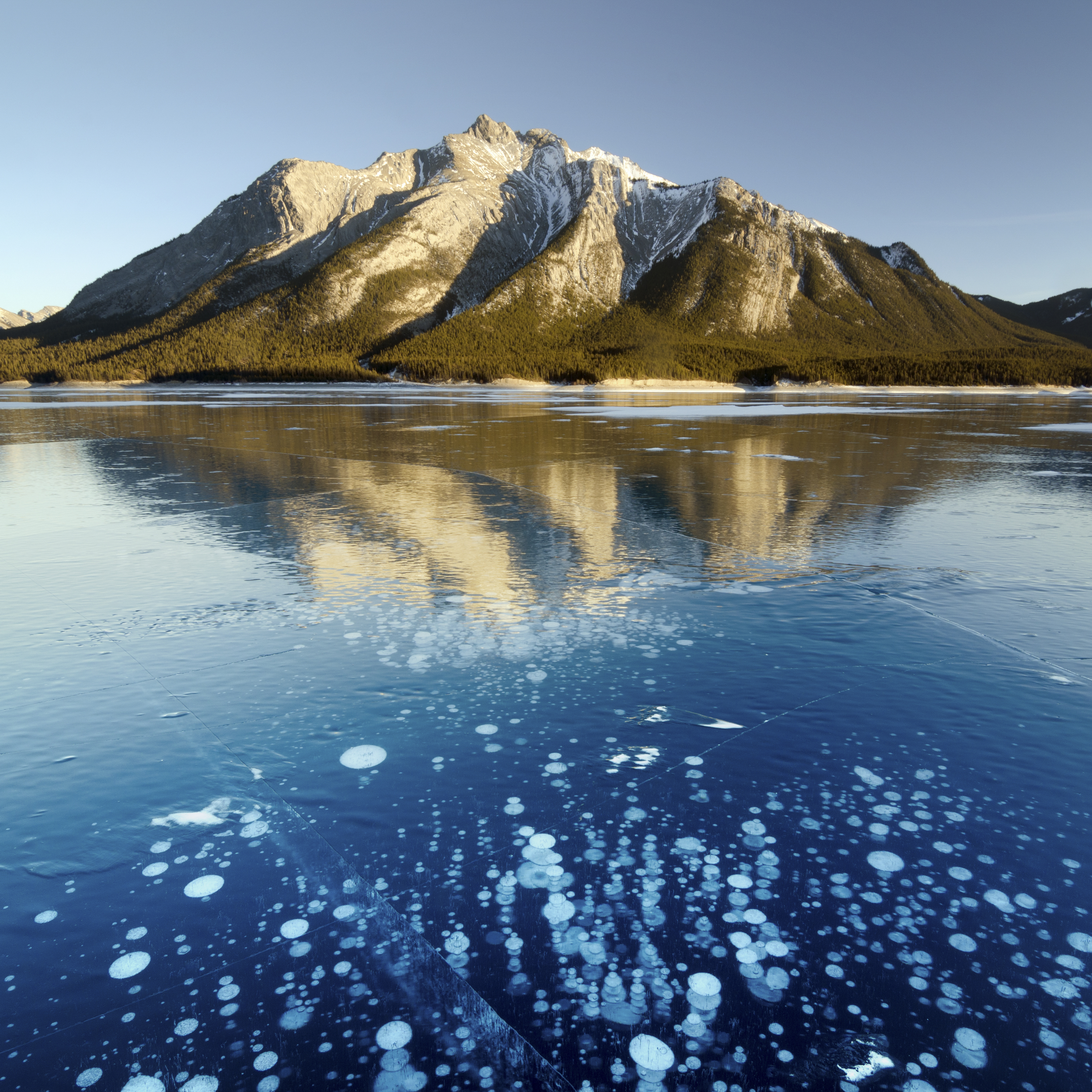
Bubliny methanu, unikajícího ze dna Abrahamova jezera

### Přítomnost ve vesmíru
Ve vesmíru byl nalezen v plynných mračnech v mezihvězdném prostoru.
Dále je obsažen v atmosférách velkých planet (Jupiter, Saturn, Uran a Neptun) sluneční soustavy. V pevném stavu je součástí tzv. ledových měsíců velkých planet a tvoří zřejmě nezanedbatelnou část hmoty transneptunických těles, případně je vysrážen ve formě ledu nebo jinovatky na jejich povrchu (např. Pluto). Byl také prokázán v komách komet.

### Původ na Zemi
Na Zemi pochází asi 90 % metanu z produkce živých organismů, menší část vzniká při geologických aktivitách (např. tavením magmatu). Mezi přírodní zdroje patří mokřady (hnilobné procesy), lesy, mořské ekosystémy a také mikroorganismy v trávicím ústrojí živočichů (například archea v trávicím traktu skotu). Dalším zdrojem je těžba a spalování fosilních paliv, zemědělství (chov skotu) a skládky.
Podle studie z Institutu pro arktický a alpinský výzkum z roku 2024 jsou za růst koncentrace metanu v atmosféře Země v posledních letech[kdy?] zodpovědné mikroorganismy a nikoliv fosilní paliva. Původně bylo odhadováno, že fosilní zdroje mohou až za 30 % produkce, což studie zpochybňuje na základě obsahu izotopu uhlíku 13C. Zda je zvýšení produkce metanu z mikrobiálních zdrojů přírodního původu nebo důsledek lidské činnost, zatím není jasné.
Ve vesmíru však bez dalších podkladů nelze původ metanu prokázat. Zprávy některých médií, které z objevu metanu usuzují na existenci života ve vesmíru, jsou proto považovány za nepodložené.

## Použití

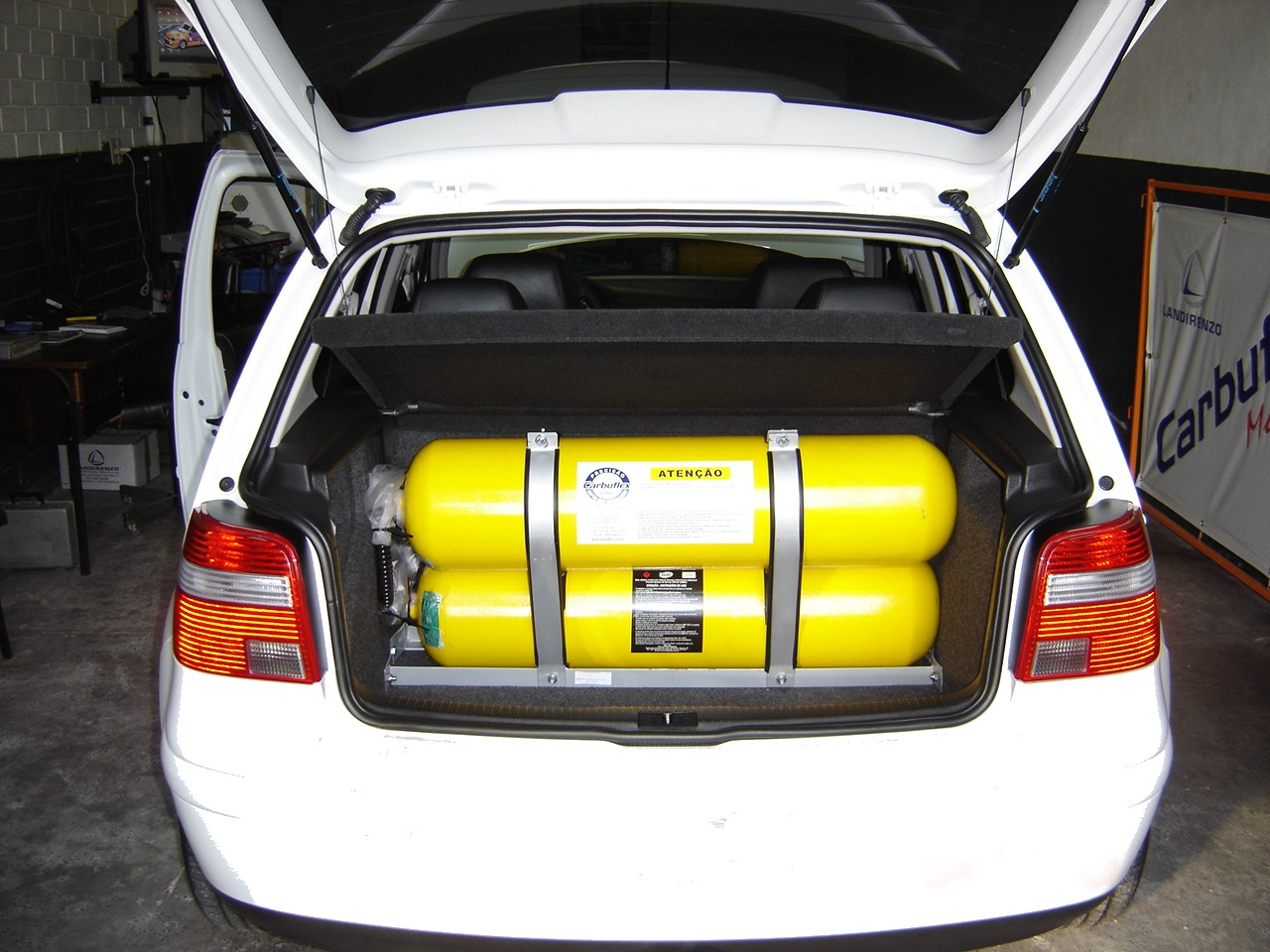
Automobil poháněný na stlačený zemní plyn.

Hlavní oblastí použití methanu je energetika, kde slouží ve směsi s jinými uhlovodíky jako plynné palivo. V automobilové dopravě představuje jednu z pohonných látek, pod označením CNG (Compressed Natural Gas), stlačený zemní plyn, jehož hlavní složku tvoří právě methan.
Methan je spolu s kyslíkem používán jako palivo pro raketové motory vesmírné lodi Starship.
V chemickém průmyslu se používá především k výrobě oxidu uhličitého dokonalým spalováním se vzduchem a při nedokonalém spalování k výrobě sazí používaných jako plnidlo a barvivo v gumárenském průmyslu. Pyrolýzou (tepelným rozkladem) za nepřístupu vzduchu se vyrábí ethyn (acetylen) a vodík.

## Ekologické účinky

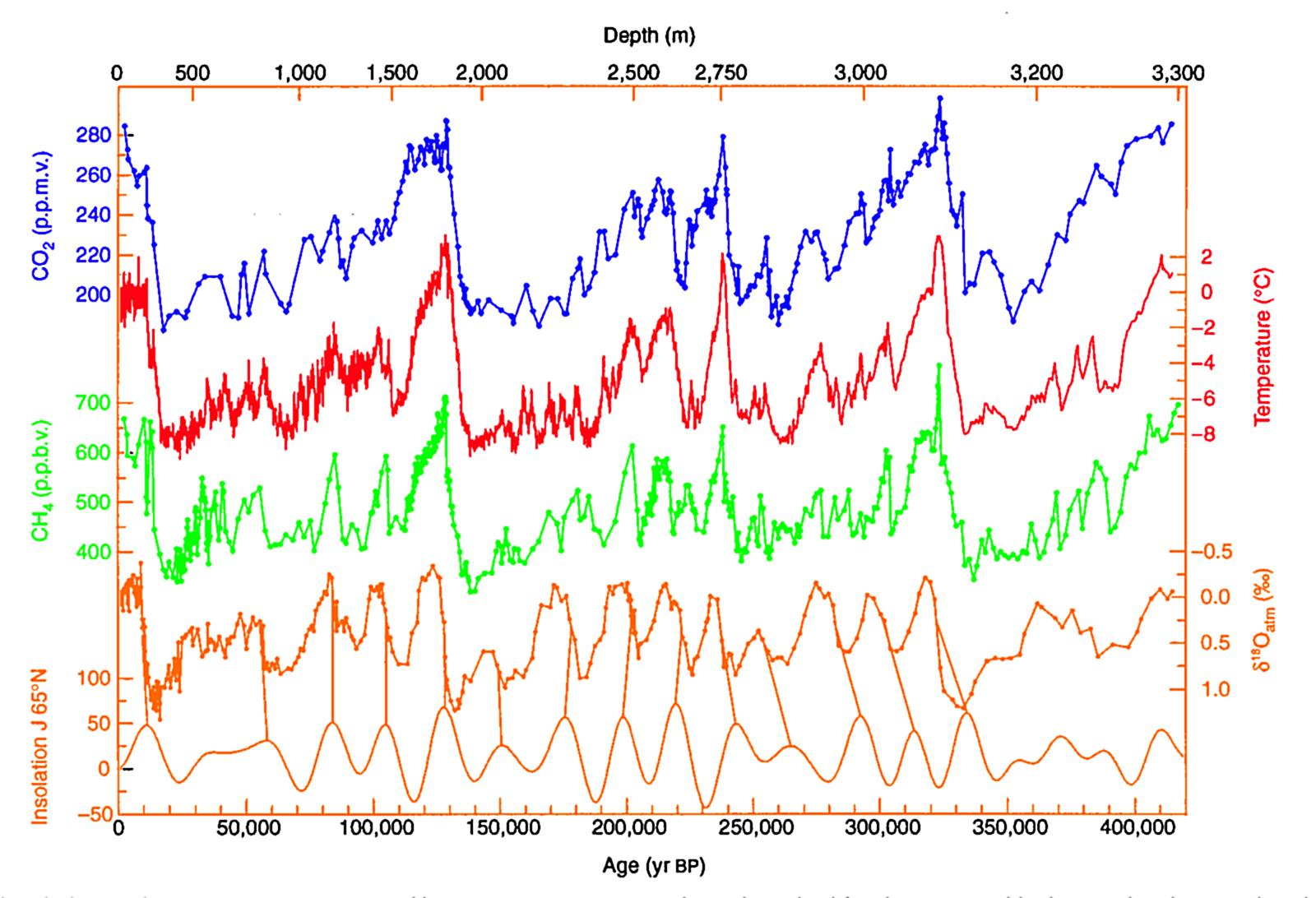
Historická atmosférická proxy data koncentrace metanu a oxidu uhličitého během posledních dob ledových

Změna koncentrace během posledních 2 tisíciletí

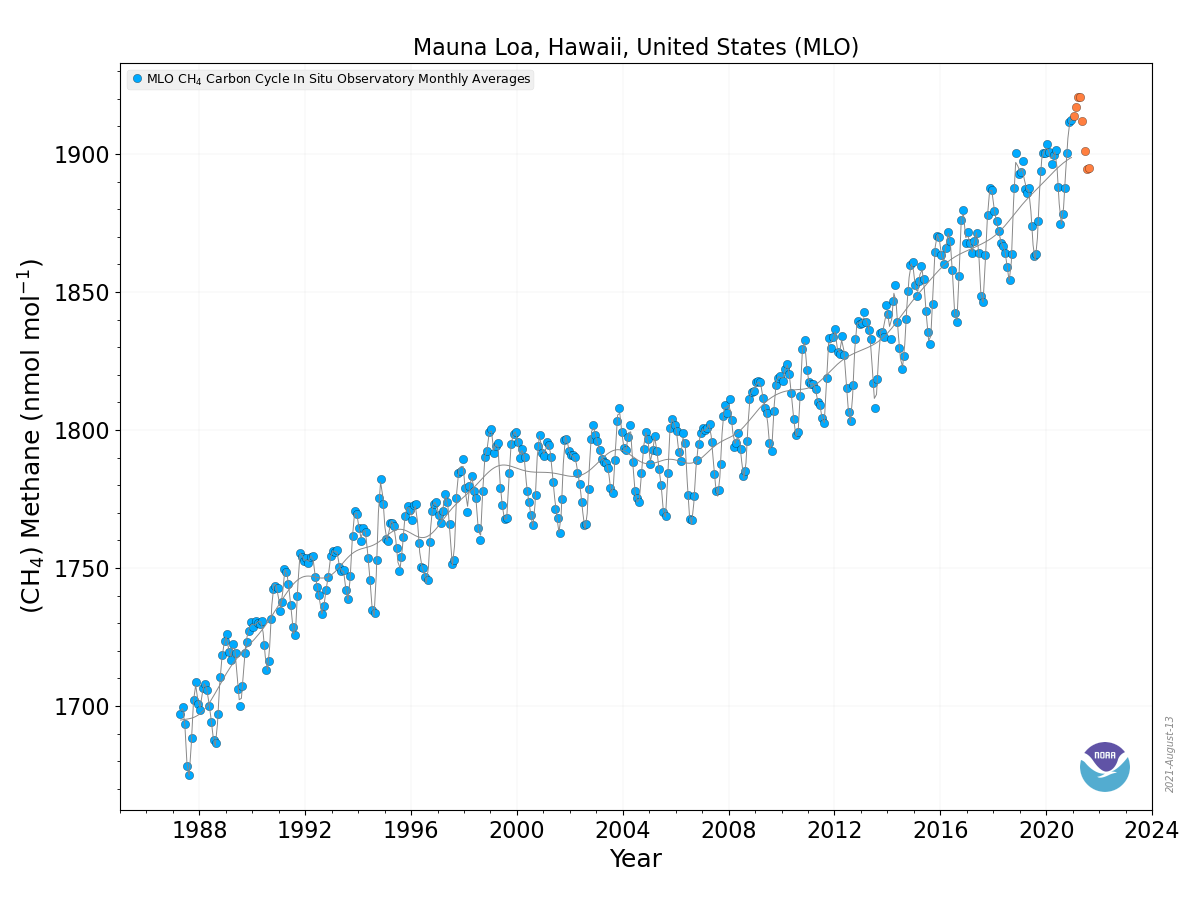
Měřená koncentrace atmosférického metanu na hoře Mauna Loa od roku 1987

Vzhledem k tomu, že methan silně absorbuje infračervené záření, patří mezi významné skleníkové plyny zvyšující teplotu zemské atmosféry (je přibližně 20krát účinnější než oxid uhličitý, ale jeho obsah v atmosféře je oproti tomu asi 200krát menší než u oxidu uhličitého: 0,0002 % methanu a 0,04 % oxidu uhličitého, takže jeho vliv je přibližně 10krát menší). Metan se v atmosféře rozpadá během 10 až 12 let, takže jeho působení je sice intenzivnější než CO2, ale krátkodobější.
Produkují ho (prostřednictvím mikrobů) hlavně mokřady, dále hospodářská zvířata a v menší míře průmysl a skládky. Významným producentem jsou ale i jezera a fjordy. Byly objeveny i další zdroje: mořští mlži, či některé ledovce. Produkují ho i stromy. Zhruba polovina emisí methanu je z vodních ekosystémů. Studie dříve uvažovaly, že vlivem globálního oteplování se bude methan uvolňovat i z oceánu či tundry; nejnovější výzkumy však ukazují, že tomu tak být nemusí. Uvolňování metanu se také nadhodnocovalo.
Methan je v atmosféře oxidován především působením hydroxylových radikálů. Dosavadní scénáře budoucího vývoje klimatu vycházejí z představy, že spolu s nárůstem koncentrace metanu bude v množství hydroxylových radikálů v atmosféře ubývat. Dlouhodobé sledování troposféry podalo důkaz, že koncentrace radikálu OH neklesají. Jeho molekuly opětovně vznikají působením slunečního záření. Jedním zdrojem jsou oxidy dusíku, druhým pak vodní pára a ozon za přispění ultrafialového záření v nižších vrstvách atmosféry.